# Ares I
Az Ares I (korábbi nevén CLV, Crew Launch Vehicle, azaz Személyzet-Indító Jármű) Az Ares hordozórakéta-család legkisebb tagja, mellyel a Space Shuttle utódjának szánt az Orion űrhajókat tervezték indítani. A Constellation programot, és ezen belül az Ares hordozórakéták fejlesztését 2010 januárjában törölték.
A kétfokozatú rakéta többször felhasználható első fokozata a Space Shuttle szilárd hajtóanyagú gyorsítórakétájának (SRB, Solid Rocket Booster, Szilárd Gyorsítórakéta) továbbfejlesztett, megnövelt változata, a második (egyszer használatos) fokozat a Saturn V második és harmadik fokozatának J-2 hajtóművén alapuló J–2X hajtóművet használja.

## A rakéta fejlesztése
2009. július 8-án sikeresen kipróbálták a hordozórakéta tervezett új mentőrendszerét, a hagyományos mentőrakéta helyett tervezett MLAS-t.
Az Ares I–X nevű technológiai demonstrátor indítását 2009 októberére tervezik, ennek első fokozata a Space Shuttle gyorsítórakétájával megegyező, második fokozata pedig egy, a második fokozattal megegyező méretű és tömegű tartály.

## Kritika
A tervezett új rakétarendszerrel, de főleg az új Ares I rakétával kapcsolatban komoly gazdaságossági kritikákat vetettek fel, feladatát a már jelenleg használt kereskedelmi hordozórakéták, elsősorban a Delta IV is el tudná látni, 3-6 milliárd USD megtakarításával. A Nemzetközi Űrállomást pedig a SpaceX cég Falcon 9 rakétája és a tervezett Dragon űrhajó is el tudja érni. Űrkutatási szakemberek egy csoportja ettől eltérő kritikát fogalmazott meg: az általuk tervezett Jupiter hordozórakéta az Ares hordozórakéta több elemét egyetlen közös rakétával váltaná ki, a tervezők szerint olcsóbban és biztonságosabban.

## Indítási napló
| Dátum, időpont (GMT) | Starthely           | Teher               | Eredmény            | Megjegyzés          |
| Tervezett indítások  | Tervezett indítások | Tervezett indítások | Tervezett indítások | Tervezett indítások |
| -------------------- | ------------------- | ------------------- | ------------------- | ------------------- |
| 2009. október 31.    | LC–39B              |                     |                     | Ares I–X            |
| 2013.                | LC–39B              |                     |                     | Ares I–Y            |